# Sauroglossum corymbosum
Sauroglossum corymbosum är en orkidéart som först beskrevs av John Lindley, och fick sitt nu gällande namn av Leslie Andrew Garay. Sauroglossum corymbosum ingår i släktet Sauroglossum och familjen orkidéer. Inga underarter finns listade i Catalogue of Life.